# کریم رجب‌زاده
کریم رجب‌زاده (زادهٔ ۲۴ مهر ۱۳۲۶، لاهیجان) شاعر معاصر ایرانی است.

## زندگی و شاعری
رجب‌زاده دوران کودکی و تحصیلات ابتدایی و متوسطه را در لاهیجان و لنگرود گذرانده است. او پس از پایان تحصیل خود به منظور گذراندن خدمت نظام وظیفه به تهران اعزام گردید و از همان زمان ساکن تهران شد. رویکرد وی به شعر به زمان تحصیل او بازمی گردد. خیلی‌ها او را با مجموعه «قرارمان پای همین شعر» می‌شناسند. کتابی که انتشارش در سال ۷۶ فصل تازه‌ای از تجربه‌های شاعری خلاق را به نمایش گذاشت.
او در قالب‌های شعری مختلف اعم از کلاسیک مثل غزل، رباعی، دوبیتی، مثنوی و نیمایی و سپید به سرودن پرداخته‌است. وی پس از اقامت در تهران به استخدام بانک مسکن درآمد و پس از سه دهه کار، اینک به دوران بازنشستگی نایل شده‌است.
- رجب زاده هم‌اکنون نیز در قلمرو ادب فعال است و همواره پشتیبان و مشوق شاعران جوان در جلسات کانون‌های ادبی است.
- کتاب «صف عاشقان تمامی ندارد» سروده‌ی کریم رجب زاده در سال ۱۳۸۸، از برگزیدگان جایزه کتاب فصل ۸۷، در بخش شعر بوده‌است.[۳]

## شعر
نمونه‌ای از اشعار رجب زاده، قرار بعدی نام دارد که از اشعار سپید وی به شمار می‌رود:
قرار بعدی
تالار مردگان
اولین پنج شنبه‌ای که نیستم
نه گل
نه گلاب
نه خیرات
تو را می‌خواهم
که پای هیچ‌یک از قرارها نیامدی.

## کتاب‌ها
- از شرق خون (۱۳۵۷)
- آوازخوانی بی‌زبان (۱۳۶۹)
- از زخم زیتون (۱۳۷۶)
- قرارمان پای همین شعر (۱۳۷۶)
- گزیده ادبیات معاصر (۱۳۷۹)
- راز غریب ارغوان (۱۳۸۱)
- صف عاشقان تمامی ندارد (۱۳۸۸)
- اردیبهشت و این‌همه برف؟ (۱۳۸۸)[۵]